# ستانلي روسيتر بندكت
ستانلي روسيتر بندكت (بالإنجليزية: Stanley Rossiter Benedict)‏ مواليد 17 مارس 1884 في سينسيناتي، الولايات المتحدة - الوفاة 21 ديسمبر 1936 في الولايات المتحدة، هو كيميائي أمريكي اشتهر لاكتشافه كاشف بندكت. وهو الكاشف الذي يقوم بكشف السكريات المختزلة. 